# District de la capitale Bogota
1905–1910
Entités précédentes :
- Cundinamarca (1905)
- District fédéral de Bogota (1863)

Entités suivantes :
- Cundinamarca (1910)
- District spécial de Bogota (1954)

Le District de la capitale Bogota (espagnol : Distrito Capital de Bogotá) est une ancienne entité juridique et territoriale colombienne, créée le 11 avril 1905 par la division en trois parties du département de Cundinamarca. La loi 17 du 11 avril 1905 crée le Distrito Capital tandis que la loi 46 du 29 avril de la même année crée les départements de Cundinamarca (capitale : Facatativá) et de Quesada (capitale : Zipaquirá).
Les trois entités sont supprimées par la loi 65 du 14 décembre 1909, qui prend effet le 1er mai 1910. Le département de Cundinamarca retrouve alors le territoire qui était le sien avant 1905.

## Liste des gouverneurs du District de la capitale Bogota
- Jorge Vélez : 15 juin 1905 - 1906
- Alvaro Uribe : 1906 - 1909
- Jorge Vélez : 1909
- Daniel J. Reyes : 1909 - 30 avril 1910